# Novosilți, Rozdilna
Novosilți (în ucraineană Новосільці) este un sat în comuna Liman din raionul Rozdilna, regiunea Odesa, Ucraina.

## Demografie
Componența lingvistică a localității Novosilți
     Ucraineană (66,67%)
     Română (24,24%)
     Rusă (9,09%)
Conform recensământului din 2001, majoritatea populației localității Novosilți era vorbitoare de ucraineană (66,67%), existând în minoritate și vorbitori de română (24,24%) și rusă (9,09%).